# Céphale et Procris (Jacquet de La Guerre)
Céphale et Procris (Originalschreibweise: Cephale et Procris) ist eine Tragédie lyrique (Oper) in einem Prolog und fünf Akten von Élisabeth Jacquet de La Guerre (Musik) mit einem Libretto von Joseph-François Duché de Vancy nach einer Erzählung aus dem siebten Buch der Metamorphosen des Ovid. Die Uraufführung war am 15. März 1694 im Palais Royal der Pariser Oper.

## Handlung

### Kurzfassung
Prolog. Flore und Pan feiern zusammen mit Nymphen und Faunen den mächtigsten der Könige (Ludwig XIV.). Der Meeresgott Nerée nimmt mit seinem Gefolge an der Feier teil und kündigt das nachfolgende Schauspiel an.
Erster Akt. Der thrakische Prinz Borée liebt die athenische Prinzessin Procris, die seinen Rivalen Cephale bevorzugt. Cephales Freund Arcas wiederum liebt Procris’ Freundin Dorine, wird aber ebenfalls abgewiesen, weil diese ihre Freiheit nicht aufgeben will. König Erictée verkündet, dass seine Tochter den Helden Cephale heiraten solle. Die Priesterin der Göttin Minerve unterbricht die Freudenfeier und erklärt, dass die Götter diese Ehe missbilligten und Procris Borée heiraten müsse. Erictée beugt sich diesem Urteil.
Zweiter Akt. Cephale und Procris verabschieden sich traurig voneinander. Borées hochmütiges Verhalten macht Cephale so wütend, dass er Rache schwört. Die in ihn verliebte Gottheit l’Aurore versucht, ihn zu trösten. Sie redet ihm ein, dass Procris treulos sei, und lässt ihn von Zephyren entführen. Anschließend gesteht sie ihrer Vertrauten Iphis, dass sie selbst seine Hochzeit verhindert habe.
Dritter Akt. Um Cephale von seinem Liebeskummer abzulenken, organisiert Iphis ein Divertissement der Wollust (la Volupté). L’Aurore versucht noch einmal, ihn von Procris’ Untreue zu überzeugen. Dennoch kann Cephale seine Geliebte nicht vergessen. L’Aurore schwört Rache.
Vierter Akt. L’Aurore ruft la Jalousie (die Eifersucht) zu Hilfe, um Procris einzureden, dass Cephale ihr untreu sei. Während einer Ohnmacht der verzweifelten Procris verwandelt sich die Szene in das Reich der Eifersucht. Dort verzaubert diese zusammen mit la Rage (der Wut) und le Désespoir (der Verzweiflung) und weiteren Dämonen die Prinzessin. Procris verspürt nach ihrem Erwachen tatsächlich Wut auf Cephale und will Borée heiraten.
Fünfter Akt. Borée feiert Procris’ Sinneswandel mit seinen Freunden. L’Aurore hingegen bekommt Gewissensbisse, löst ihren Fluch wieder und versichert Procris, dass sie Cephale nun heiraten könne, ohne den Zorn der Götter zu fürchten. Der König sagt ihre bereits angesetzte Hochzeit mit Borée wieder ab. Es kommt zu einem kurzen Streit zwischen Cephale und Borée, bevor letzterer freiwillig auf Procris verzichtet. Diese wird jedoch von einem zufällig abgeschossenen Pfeil Cephales verletzt und stirbt, nachdem sie sich von ihm verabschiedet hat. Cephale will ihr in die Unterwelt folgen.

### Prolog
Ein Wald; im Hintergrund das Meer
Vor Tagesanbruch (im Text des ersten Duetts als die Morgenröte „l’Aurore“ bezeichnet) versammeln Flore und Pan ihre Nymphen und Faunen zur Feier des mächtigsten der Könige (Ludwig XIV.). Die Nymphen tanzen vor Freude. Anschließend erscheint der Meeresgott Nerée in seiner von Tritonen gezogenen Kutsche in Begleitung von acht Meeresgöttern auf dem Meer. Auch er will an der Feier teilnehmen. Er berichtet von feindlichen Machenschaften, die keine Chance auf Erfolg haben. Die Seegötter besingen die Liebe und tanzen. Nerée schlägt vor, die Geschichte der tragischen Liebe von Procris aufzuführen.

### Erster Akt
Ein für Spiele geschmückter Platz in Athen; im Hintergrund der Tempel Minerves
Szene 1. Der thrakische Prinz Borée fleht Procris, die Tochter des athenischen Königs Erictée, an, seine Gefühle zu erwidern. Procris gibt vor, die Liebe grundsätzlich zu verachten. Borée weiß jedoch, dass sie insgeheim Cephale liebt, den Bezwinger der Thrakier.
Szene 2. Procris gesteht ihrer Vertrauten Dorine ihre Gefühle für Cephale ein. Dorine erinnert sie daran, dass Erictée noch heute ihren Gatten bestimmen werde.
Szene 3. Cephales Freund Arcas berichtet Procris von dessen großer Liebe zu ihr.
Szene 4. Arcas bemüht sich vergeblich um die Gunst Dorines. Für sie darf die Liebe ausschließlich Vergnügen bieten. Mit seinen Seufzern kann er sie nicht gewinnen. Außerdem möchte sie keine dauerhafte Bindung eingehen, da sich ihre Gefühle ändern könnten.
Szene 5. Athener und Athenerinnen bejubeln Cephales Sieg mit Tanz und Gesang.
Szene 6. Der König verkündet, dass in Griechenland wieder Frieden herrsche und er Cephale seine Tochter zur Frau geben wolle. Alle feiern, bis die Hohepriesterin aus dem Tempel tritt.
Szene 7. Die Priesterin verurteilt den König für seine Entscheidung. Die Götter hätten verkündet, dass Procris Borée heiraten müsse, wenn aus ihrer Ehe Frieden hervorgehen solle. Zu Cephales Enttäuschung ist Erictée bereit, den Willen der Götter zu befolgen.

### Zweiter Akt
Ein abgeschiedener Ort am Fuß des Bergs Hymettos; einige Dörfer in der Ferne
Szene 1. Procris beklagt in der Einsamkeit den Verlust ihres Geliebten (Monolog: „Lieux écartés“). Als Cephale eintrifft, würde sie sich am liebsten verstecken, damit er ihre Tränen nicht sieht.
Szene 2. Cephale ist gekommen, um Procris Lebewohl zu sagen. Er bemerkt sofort, wie große Schmerzen ihr die Trennung bereitet, und schlägt vor, seinen Vater Eole um Hilfe zu bitten. Procris hat aber keine Hoffnung mehr. Die beiden verabschieden sich traurig voneinander (Duett: „Le ciel m’avait flatté“), und Procris entfernt sich.
Szene 3. Cephale beklagt die Grausamkeit der Götter (Monolog: „Dieux cruels“). Als er Borée mit seinen thrakischen Freunden kommen sieht, versteckt er sich, um sie zu belauschen.
Szene 4. Borée genießt sein Glück. Ein Thrakier lädt die Einwohner des Landes zur Feier ein.
Szene 5. Hirten und Schäferinnen kommen hinzu, singen und tanzen.
Szene 6. Cephale tritt aus seinem Versteck und warnt Borée davor, dass sich das Schicksal noch einmal wenden könnte. Borée weist das hochmütig von sich. Cephale schwört Rache. Unterdessen erscheint l’Aurore in einer funkelnden Maschine.
Szene 7. L’Aurore will Cephale helfen. Sie redet ihm ein, dass Procris ihm gegenüber untreu sei, und rät ihm, sie aufzugeben. Da Cephale sich dazu nicht in der Lage fühlt, verspricht sie ihm, alles zu tun, um seine Qualen zu beenden. Sie lässt ihn von Zephyren fortbringen.
Szene 8. L’Aurore gesteht der Nymphe Iphis, dass sie Cephale liebt. Sie selbst hat seine Hochzeit verhindert und seinetwegen sogar den Himmel verlassen.

### Dritter Akt
Das Reich von la Volupté, der Wollust, die im Hintergrund auf einem Blumenbett ruht
Szene 1. Cephale klagt über die grausamen Gesetze der Liebe (Monolog: „Amour, que sous tes loix cruelles“).
Szene 2. Iphis versucht, Cephale aufzuheitern. Sie fordert die Göttin der Wollust auf, seine Schmerzen zu lindern.
Szene 3. La Volupté und ihre Anhänger tanzen und singen. Sie empfehlen allen Liebenden, ihre Leiden geduldig zu ertragen. Der Gott, der die Schmerzen verursache, werde sie letztlich wiedergutmachen.
Szene 4. L’Aurore versucht noch einmal, Cephale von der Treulosigkeit Procris’ zu überzeugen. Er solle seine Liebe besser einer würdigeren Person widmen. Sie selbst gesteht ihm ihre Liebe. Cephale fühlt sich geschmeichelt, kann ihr aber nicht nachgeben. Auch ihre Warnung davor, sie zu provozieren, ändert seine Meinung nicht. Er würde den Tod durch ihre Hand sogar begrüßen, da er seine Qualen beenden würde. L’Aurores Strafe besteht jedoch darin, ihn weiterhin zu lieben, während seine eigenen Gefühle für immer unerwidert bleiben.
Szene 5. L’Aurore fordert Iphis auf, ihr bei ihrer Rache zu helfen. Sie ahnt allerdings, dass ihr Zorn ihre Liebe noch verstärken könnte, statt sie auszulöschen.

### Vierter Akt
Die Gärten von Erictées Palast
Szene 1. Arcas verabschiedet sich von Dorine, da er im Gefolge Cephales das Land verlassen muss. Dorine nimmt das leicht, da sie ohnehin nicht an einer dauerhaften Beziehung interessiert war. Nachdem Arcas seine Enttäuschung darüber überwunden hat, schließt er sich ihrer Ansicht an, dass ein Übermaß an Liebe schädlich sei.
Szene 2. L’Aurore sucht nach einem Opfer ihrer Rache. Da sie Dorine und Arcas verschonen will, vertreibt sie die beiden.
Szene 3. L’Aurore beschwört la Jalousie (die Eifersucht), in Procris Hass auf Cephale zu wecken. Sie soll glauben, er sei ihr untreu geworden. Unmittelbar danach kommen L’Aurore selbst Zweifel an diesem Fluch, da sie seine unerfüllte Liebe nur zu gut verstehen kann.
Szene 4. Procris sehnt sich verzweifelt nach dem Tod (Monolog: „Funeste mort“). Da verwandelt sich die Bühne unter Grollen.
Der Wohnort von la Jalousie
Szene 5. La Jalousie erklärt Procris, dass ihr Geliebter untreu sei und sie ihre Liebe durch Hass und Wut ersetzen sollte (La Jalousie: „Pour calmer vos ennuis“). Procris fällt in Ohnmacht. Um ihre Schwäche auszunutzen, rufen la Jalousie und ihre Kolleginnen la Rage (die Wut) und le Désespoir (die Verzweiflung) weitere Dämonen herbei.
Szene 6. La Jalousie, la Rage, le Désespoir und die Dämonen umtanzen und verzaubern Procris.
Dieselben Gärten wie zuvor
Szene 7. Procris erwacht aufgewühlt von der Wut, die la Jalousie in ihr geweckt hat. Als Cephale ihr helfen will, weist sie ihn wütend von sich und schwört, seinen Rivalen zu heiraten, auch wenn sie das wohl nicht überleben werde. Sie kann Cephale nicht mehr vertrauen.

### Fünfter Akt

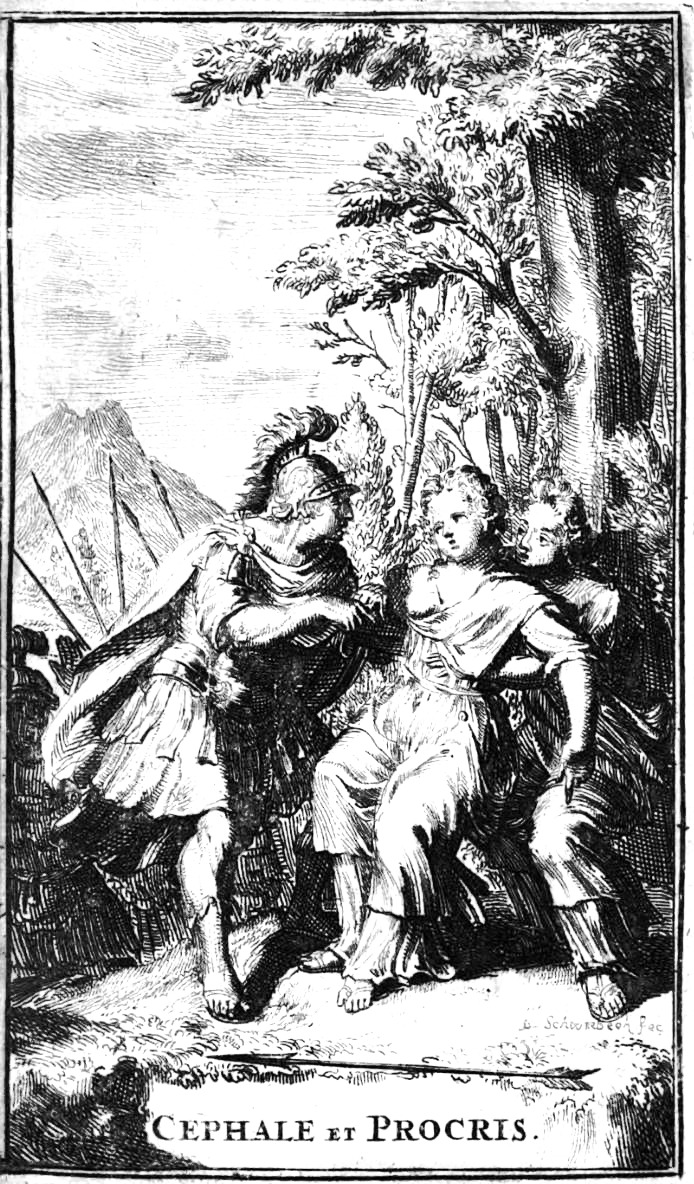
Cephale und die sterbende Procris nehmen Abschied voneinander. Frontispiz des Librettos von 1695

Szene 1. Procris ist jetzt fest von Cephales Treulosigkeit überzeugt und lässt sich auch von Dorine nicht umstimmen, die ihr von seinen Tränen berichtet.
Szene 2. Als Borée mit seinen thrakischen und athenischen Freunden erscheint, erklärt sie, dass sie ihn nun gerne heiraten wolle. Er ist überglücklich, und seine Anhänger tanzen vor Freude.
Szene 3. Procris kommen Zweifel an ihrem Entschluss.
Szene 4. L’Aurores Zorn hat sich inzwischen gelegt. Sie offenbart Procris, dass Cephale sie noch immer liebe und ihre Zweifel von einer eifersüchtigen Gottheit verursacht wurden. Sie brauche den Zorn der Götter jetzt nicht mehr zu fürchten, wenn sie ihn heirate.
Szene 5. L’Aurore zweifelt an ihrer Sinnesänderung, die sie jetzt für eine einer Gottheit unwürdige Schwäche hält.
Szene 6. Iphis berichtet l’Aurore, dass der König die Hochzeit seiner Tochter mit Borée abgesagt habe, um den Willen der Götter zu erfüllen. Der darüber wütende Borée habe seinen Rivalen angreifen wollen. Er habe sich dann aber anders besonnen und wollte forteilen. In diesem Moment habe ein zufällig abgeschossener Pfeil Cephales die Prinzessin tödlich getroffen. Zutiefst erschüttert und beschämt zieht sich l’Aurore mit ihrer Freundin zurück.
Szene 7. Cephale sehnt sich nach dem Tod (Monolog: „Ah, laissez-moi mourir“).
Szene 8 „dernière“. Dorine bringt die sterbende Procris zu Cephale, damit die beiden voneinander Abschied nehmen können. Procris bittet Cephale, sie nach ihrem Tod weiterhin zu lieben, sich aber von seiner Trauer nicht überwältigen zu lassen (Accompagnato: „Non, vivez“). Sie stirbt in Dorines Armen und wird von dieser fortgebracht. Cephale beschließt, ihr in die Unterwelt zu folgen.

## Gestaltung

### Musik
Die Oper entspricht formal weitgehend dem von Jean-Baptiste Lully vorgegebenen Modell. Anders als dessen Opern endet Cephale et Procris jedoch nicht mit einer großen Apotheose des Chores oder des Orchesters, sondern kontemplativ mit Procris’ abschließendem Accompagnato-Rezitativ, ihrem tragischen Tod und Cephales Trauer. Hier gibt es sogar aus dramaturgischen Gründen zwei Momente absoluter Stille – ein für das Genre der Tragédie lyrique einzigartiges Merkmal. Ein weiterer Unterschied zu Lullys Werken liegt im Verzicht auf die von ihm häufig genutzten kurzen kommentierenden Einwürfe des Chores an dramatischen Höhepunkten. Der Chor agiert hier eher als passiver Beobachter.:xi
Jacquet legte großen Wert auf eine durchdachte Gliederung der Musik durch die Tonarten-Abfolge. Dabei verzichtete sie auch nicht auf starke Kontraste. Die Satztechnik und die differenzierten klanglichen und rhythmischen Methoden zeugen von der hohen Qualität der Partitur. Ihre Kompositionskunst zeigt sich zudem in der musikalischen Textausdeutung. Ein Beispiel ist die Arie „Pour calmer“ (IV:5), in der la Jalousie oberflächlich gesehen Procris beruhigen will. Hier offenbart der bewegte Basso continuo bereits deren wahre Absicht, Procris’ Ängste zu verstärken und sie für die Verzauberung durch die Dämonen empfänglicher zu machen.:xi
Besonders emotionale Stellen der Oper sind Procris’ Monologe „Lieux écartés“ (II:1) und „Funeste mort“ (IV:3) sowie ihr Duett mit Cephale „Le ciel m’avait flatté“ (II:2) und ihr Abschiedsgesang „Non, vivez“ in der Schlussszene.:xii

### Orchester
Die im 17. Jahrhundert publizierten Partituren erhalten in der Regel nur wenige Hinweise auf die Instrumentalbesetzung, da sie nicht für öffentliche Aufführungen bestimmt waren, sondern für Amateure, die ihre Lieblingsstücke zuhause nachspielen wollten. Auch die Partitur von Cephale et Procris erschien nur in reduzierter Form ohne Mittelstimmen.:xiii
Die Orchesterbesetzung der Oper umfasste wohl die folgenden Instrumente:
- Holzbläser: zwei Blockflöten, zwei Oboen, zwei Fagotte
- Blechbläser: zwei Trompeten
- Pauken
- Streicher
- Basso continuo (Laute, Theorbe, Cembalo)

## Werkgeschichte

Titelblatt des Librettos,
Paris 1694

Cephale et Procris ist die einzige Oper der französischen Barockkomponistin Élisabeth Jacquet de La Guerre, die zuvor vorwiegend mit ihren Cembalostücken und -improvisationen bekannt geworden war. Es handelt sich um die erste von einer Frau komponierte Oper, die in einem Pariser Theater gespielt wurde. Das Libretto stammt von Joseph-François Duché de Vancy und verarbeitet eine Episode aus dem siebten Buch der Metamorphosen des Ovid. Duché war ein Günstling der Ehefrau Ludwigs XIV., der Madame de Maintenon, und Sekretär des Herzogs de Noailles. Er war als Dichter nur mäßig begabt. Seine Werke zeichnen sich durch verwirrende Handlungslinien und schlechte Poesie aus. Das Libretto für Cephale et Procris unterscheidet sich inhaltlich deutlich von Ovids Vorlage, in der die beiden Protagonisten bereits verheiratet sind und Cephales Rivale Borée nicht vorkommt. Die Vertrauten der Hauptpersonen sind ebenfalls Ergänzungen Duchés.:x
Die Uraufführung fand am 15. März 1694 im Palais Royal der Pariser Oper statt. Obwohl die Musik hohe Qualitäten aufweist, gab es nur fünf oder sechs Aufführungen, und dem Werk blieb ein dauerhafter Erfolg verwehrt. Ein Grund hierfür mögen die hohen Erwartungen des Publikums an die damals gefeierte Komponistin gewesen sein. Man hoffte, sie werde die Tradition der Tragédies lyriques im Sinne Lullys fortführen können.:xii Auch das schwerfällige Libretto und die diffuse Handlung trugen sicherlich zu dem Fehlschlag bei. Allerdings hatten damals nur wenige Opern in Frankreich wirklich Erfolg. Weil das Interesse Ludwigs XIV. an der Oper deutlich abgenommen hatte, konnte das Publikum sich nicht mehr an dessen Geschmack orientieren. Außerdem hatten die hohen Militärausgaben Frankreichs negative Auswirkungen auf die Finanzen, und die militärischen Rückschläge dieser Zeit wirkten sich auf die Moral des Landes aus.:xiii
Eine reduzierte Partitur mit drei zusätzlichen Stücken im Anhang wurde bereits 1694 von Ballard herausgegeben. Das Libretto erschien 1694 und 1703 in Paris und 1695 in Amsterdam. Weder eine vollständige Partitur noch die Stimmen der Uraufführungsproduktion sind erhalten. Es existiert aber ein Manuskript-Satz aus fünf Vokal- und drei Instrumentalstimmen, den Henri Foucault vermutlich um 1696 aus kommerziellen Gründen erstellte. Außerdem ist eine von Sébastien de Brossard bearbeitete Fassung des Prologs erhalten, die er 1696 an seiner Académie de musique in Straßburg aufführte.:30 Eine niederländische Libretto-Übersetzung von Guiliam Toussaint Domis erschien 1710 in Amsterdam. Wanda R. Griffiths veröffentlichte 1998 eine moderne Ausgabe der Partitur und des Librettos mit englischer Übersetzung auf Grundlage der erhaltenen Quellen und insbesondere des Stimmensatzes.
Der Dirigent Jean-Claude Malgoire und das Atelier Lyrique de Tourcoing spielten das Werk jeweils zwei Male im November 1989 in Saint-Étienne und im Januar 1990 in Tourcoing. Am 13. Februar 1994, fast genau dreihundert Jahre nach der Uraufführung, präsentierte das amerikanische Ensemble Ars femina einige Musikstücke der Oper in Louisville (Kentucky).:28 Im April 2008 führte das Ensemble Musica Fiorita unter der Leitung von Daniela Dolci die Oper im Kutschenmuseum Brüglingen in Basel auf. Begleitet wurden sie vom Barocktanz-Ensemble Il Ballarino. Die Choreografie stammte von Nick Nguyen. Der Österreichische Rundfunk veröffentlichte einen Mitschnitt in seiner Edition Alte Musik. Weitere Aufführungen dieses Ensembles gab es im Oktober 2008 im Markgräflichen Opernhaus Bayreuth.

## Aufnahmen
- 1999–2002 – Frances Conover Fitch und Peter Sykes (Cembalo), Na’ama Lion (Barockflöte).
 Instrumentale Ausschnitte aus der Oper.
 In: Protégée of the Sun King. Music by Jacquet de la Guerre. Centaur CRC2781-82.[12]
- 7./8. April 2008 – Daniela Dolci (Cembalo, Orgel und Leitung), Musica Fiorita.
 Mariana Flores (l’Aurore), Raphaële Kennedy (Procris), Achim Schulz (Cephale), Emil Rovner (Borée und la Désespoir), Erich Bieri (Erictée), Anna Jesus Sanchez (Iphis und Priesterin der Minerve), Camilla de Falleiro (Dorine), Lisandro Abadie (Arcas), Kazuko Nakano (ein Thraker), Gry Elisabeth Knudsen (la Volupté), Alex Potter (la Rage), Daniel Issa Gonçalves (la Jalousie).
 Aus dem Kutschenmuseum Brüglingen in Basel.
 ORF Wien, Edition Alte Musik (2 CDs).[9]
- 17.–23. Januar 2023 – Reinoud Van Mechelen (Dirigent), a nocte temporis, Chœur de Chambre de Namur.
 Reinoud Van Mechelen (Céphale, Nerée), Ema Nikolovska (L’Aurore), Déborah Cachet (Procris), Lore Binon (Flore, Dorine), Gwendoline Blondeel (Iphis, La Prêtresse, Nymphe), Marc Mauillon (La Jalousie, Un Dieu de la mer, Un Thrace), Lisandro Abadie (Borée, Pan), Samuel Namotte (Arcas), Wei-Lian Huang (Nymphe, Athénienne, Une suivante de la Volupté), Pauline De Lannoy (Athénienne, Une Bergère), Gert-Jan Verbueken (Un Pâtre, La Rage), Laurent Bourdeaux (Le Roi, Le Désespoir).
 Aufnahme aus der Grand Manège de Namur.
 Château de Versailles Spectacles CVS119 (2 CDs).[13]

## Digitalisate
- Céphale et Procris: Noten und Audiodateien im International Music Score Library Project
- Partitur. Ballard, Paris 1694. Digitalisat bei Gallica
- Libretto (französisch). Ballard, Paris 1694. Digitalisat bei Gallica
- Libretto (französisch). Schelte, Amsterdam 1695. Digitalisat bei Gallica
- Manuskript des Prologs (Kopist: Sébastien Brossard). Digitalisat bei Gallica